# Карев, Григорий Андреевич
Григорий Андреевич Карев (1 [14] февраля 1914, Бежбайраки, Херсонская губерния — 2 ноября 1992, Одесса — советский и украинский писатель, участник Великой Отечественной войны. Член Союза писателей Украины (1964).

## Биография
Григорий Карев родился в селе Бежбайраки (ныне — Кропивницкое) в семье батрака. В 16 лет начал трудовую деятельность: сначала грузчиком, потом автогенником на новостройках первой пятилетки. С того же времени печатал стихи и фельетоны. С 1932 года был корреспондентом областной украинской газеты «Ленинский путь» в Воронеже, работал учителем, секретарём райсовета, инструктором Курского облисполкома. С 1936 по 1961 год служил в рядах Военно-морских Сил. Участвовал в обороне Одессы, в боях на Волге. В годы войны Карев был комиссаром отряда морской пехоты. В послевоенные годы работал военным корреспондентом в Заполярье, на Тихом океане, на Балтийском море. В 1954 году окончил морской факультет Военно-политической академии им. В. И. Ленина. Награждён двумя орденами Красной Звезды, орденом Красного Знамени и медалями.
Писал на русском языке. По повести «Твой сын, Одесса!» поставлена одноимённая пьеса и снят художественный фильм «Мальчишку звали Капитаном» на Одесской киностудии (1973). Сценарий написан И. Воробьёвым, режиссёр М. Толмачёв. Кинолента описывает действия партизанского отряда В. А. Молодцова-Бадаева.
Григорий Карев умер 2 ноября 1992 года в Одессе.

## Работы
- Стихотворение «Вымпел» (1945),
- Стихотворение «Соленый ветер» (1981);
- Очерк «В гостях у финнов» (1959),
- Очерк «Алексей Лобченко-герой» (1959),
- «На океанской волне» (1962),
- «Тайфун» (1963),
- «Одетые в бушлаты» (1964),
- «Мандат капитан-лейтенанта Юникова» (1978),
- «Шли мальчишки в огонь» (1982);
- «В морской пучине» (1961),
- «Экипаж „Бедового“» (1962),
- «Синее безмолвие» (1962),
- «Твой сын, Одесса!» (1969);
- Роман «Пылающий берег» (1966),
- Роман «Хлеб мой, моя вода» (1974),
- Роман «Зеленые орехи» (1985).